# Dreißigacker
Dreißigacker ist ein Ortsteil der südthüringischen Kreisstadt Meiningen mit 1388 Einwohnern (Hauptwohnsitz).

## Geografische Lage
Dreißigacker liegt am östlichen Rand einer Hochebene im Werratal an der Landesstraße 2621 rund einen Kilometer westlich der Kernstadt Meiningen und vier Kilometer östlich vom Meininger Ortsteil Herpf auf einer Höhe von durchschnittlich 430 Meter über NN (Ortskern).

## Geschichte

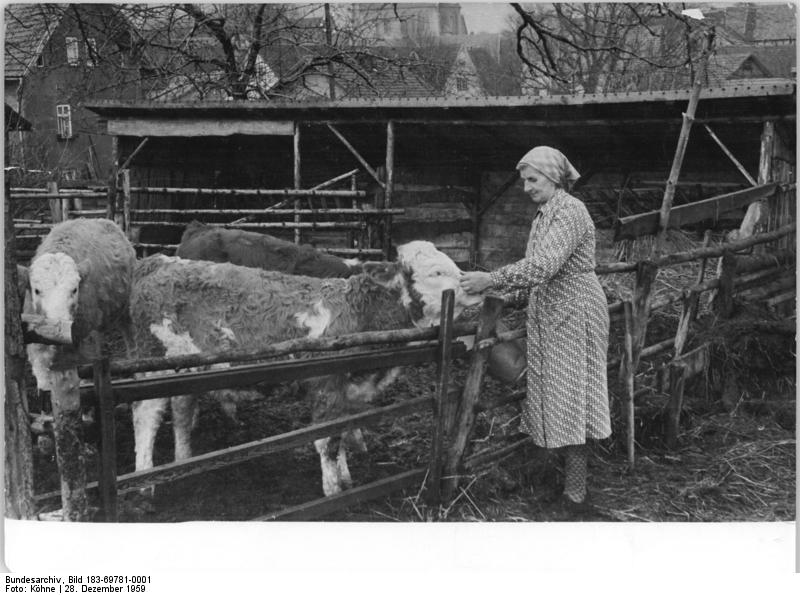
LPG-Bäuerin in Dreißigacker 1959

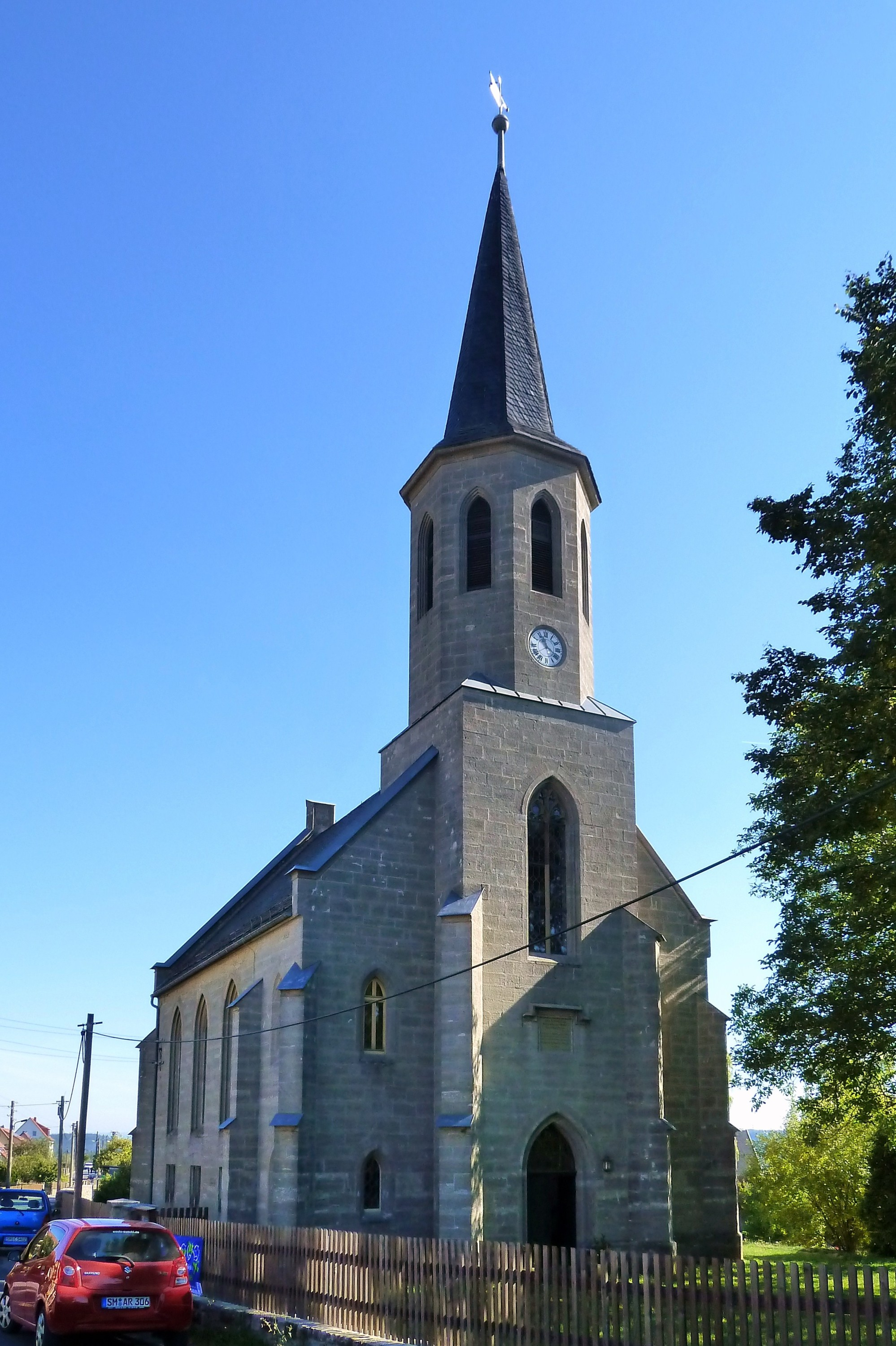
Evangelische Kirche (Neugotik)

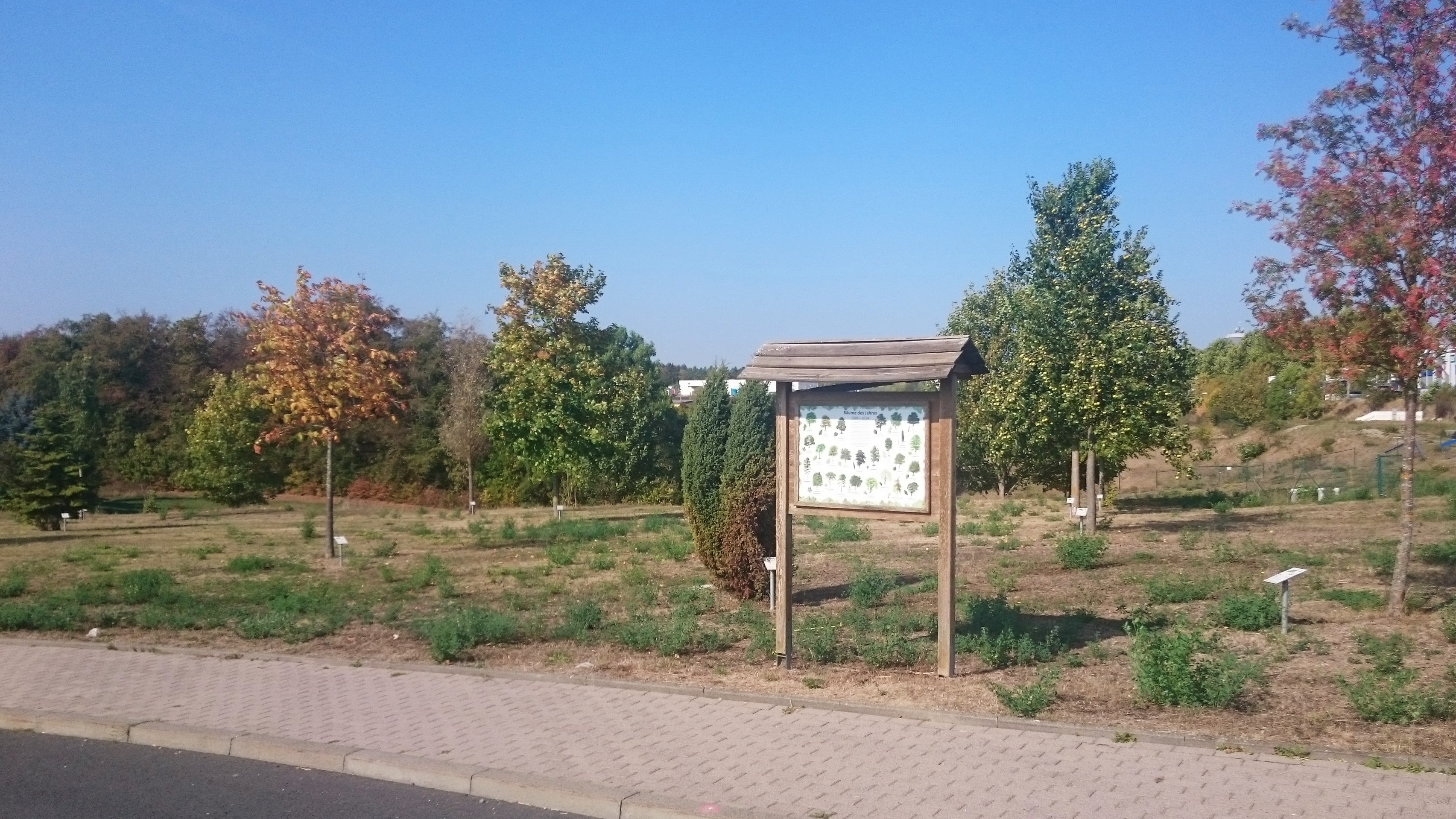
Arboretum

Dreißigacker wird in einer Urkunde des Grafen Berthold VII. von Henneberg(-Schleusingen), die er am 22. August 1311 für das Kloster Rohr ausstellte, erstmals urkundlich als „in dem dorp zu Drizichaccher“ erwähnt.
Am 13. Oktober 1320 wird der Ort nochmals urkundlich als Drizichacher erwähnt, als 30 Acker Wald für die Ansiedlung von Bauern gerodet wurden, was zugleich den Ortsnamen erklärt. Es gehörte zum Amt Maßfeld in der Grafschaft Henneberg. Im Mai 1525 wurde während des Bauernkrieges bei der Schlacht bei Meiningen am Henriettenplatz nahe dem Dorf das Bauernheer Bildhäuser Haufen vernichtend von fürstlichen Truppen geschlagen.
In Dreißigacker fanden von 1611 bis 1658 Hexenverfolgungen statt: Vier Frauen und ein Mann gerieten in Hexenprozesse. Die 80-jährige Anna Gramann wurde 1611 auf dem Scheiterhaufen hingerichtet, von den anderen vier Prozessen ist der Ausgang unbekannt.
Im Dreißigjährigen Krieg zerstörten 1641 kaiserliche Truppen den Ort durch Brandlegung.
1710 ließ Herzog Ernst Ludwig I. ein Jagdschloss erbauen, in dem von 1801 bis 1843 mit der Forstakademie Dreißigacker Thüringens erste Forsthochschule untergebracht war, zu deren erstem Direktor Johann Matthäus Bechstein berufen wurde. Da im nahen Meiningen bis Mitte des 19. Jahrhunderts jüdischen Bürgern das Wohnrecht verwehrt wurde, bildete sich in Dreißigacker eine große jüdische Gemeinde. Diese hatte seit 1822 eine Synagoge, eine jüdische Schule, ein rituelles Bad und einen im 17. Jahrhundert angelegten Friedhof. 1863 weihte die evangelische Gemeinde ihre neue Kirche ein.
1825 kam der Ort zum Amt Meiningen. Nach einem Großbrand 1867 wurde der Ortskern neu errichtet. 1920 gründete Eduard Weitsch eine Heimvolkshochschule, die vorbildlich für die Weimarer Volksbildung war. 1946 etablierte sich im Schloss ein Institut für Lehrerbildung, das an den Standorten Dreißigacker und Meiningen bis 1990 existierte. 1969 errichtete der Meteorologische Dienst der DDR, heute im Deutschen Wetterdienst aufgegangen, auf dem höchsten Punkt des Ortes eine Wetterwarte.
Am 1. Oktober 1990 erfolgte die Eingemeindung nach Meiningen, um die Errichtung eines Gewerbegebietes zu ermöglichen. In Dreißigacker lebten 1990 rund 900 Einwohner.
1991 wurde am westlichen Ortsrand das 89 ha große Gewerbegebiet errichtet, weiter entstanden mehrere neue Eigenheimgebiete. 1995 eröffnete das neue Klinikum Meiningen, in dem heute mehr als 1000 Mitarbeiter beschäftigt sind. Weitere medizinische Einrichtungen folgten im Umfeld des Krankenhauses. An den Ortsrändern und mit dem Ortsteil Dreißigacker-Süd entstanden neue Wohngebiete und ließen die Einwohnerzahl stetig steigen.
Die Einwohnerzahl des Ortsteiles stieg auf 1133 Bürger im Jahr 1998 und auf 1459 Bürger im Jahr 2009 an. Im Jahr 2020 lebten hier 1405 Einwohner mit Hauptwohnsitz und 67 mit Nebenwohnsitz.

## Politik

### Ortsteilrat
Der Ortsteilrat setzt sich aus acht gewählten Ratsfrauen und Ratsherren zusammen. Bei der Kommunalwahl am 26. Mai 2019 wurden acht neue Ratsmitglieder gewählt, die alle der Wählergemeinschaft Dreißigacker angehören. Die Wählergemeinschaft erreichte bei der Stadtratswahl von Meiningen 1,3 % Stimmenanteil, der nicht für einen Sitz im Stadtrat reicht. Das Ratsmitglied Ralph Kellner (Grüne) und der im Ortsteil lebende Klaus-Peter Wegner (Die Linke) vertreten dafür im Rahmen ihrer Parteizugehörigkeit Dreißigacker im Stadtrat Meiningen.

### Ortsteilbürgermeister
Ortsteilbürgermeisterin von Dreißigacker ist seit 2009 Anneliese Reukauf. Sie wurde bei der Kommunalwahl vom 26. Mai 2019 mit 68,5 % Stimmenanteil wiedergewählt.

## Öffentliche Einrichtungen
In Dreißigacker befinden sich das Klinikum Meiningen, eine Wetterstation des DWD, die Wache 3 – Dreißigacker der Freiwilligen Feuerwehr Meiningen und eine Außenstelle der Rettungswache Meiningen. Des Weiteren entstanden hier seit 1990 im Umfeld des Klinikums ein Gesundheitszentrum mit Ärztehäusern, Dialysezentrum, Medizinisches Versorgungszentrum (MVZ), Demenzzentrum und einem DRK-Pflegeheim.

## Gewerbegebiet

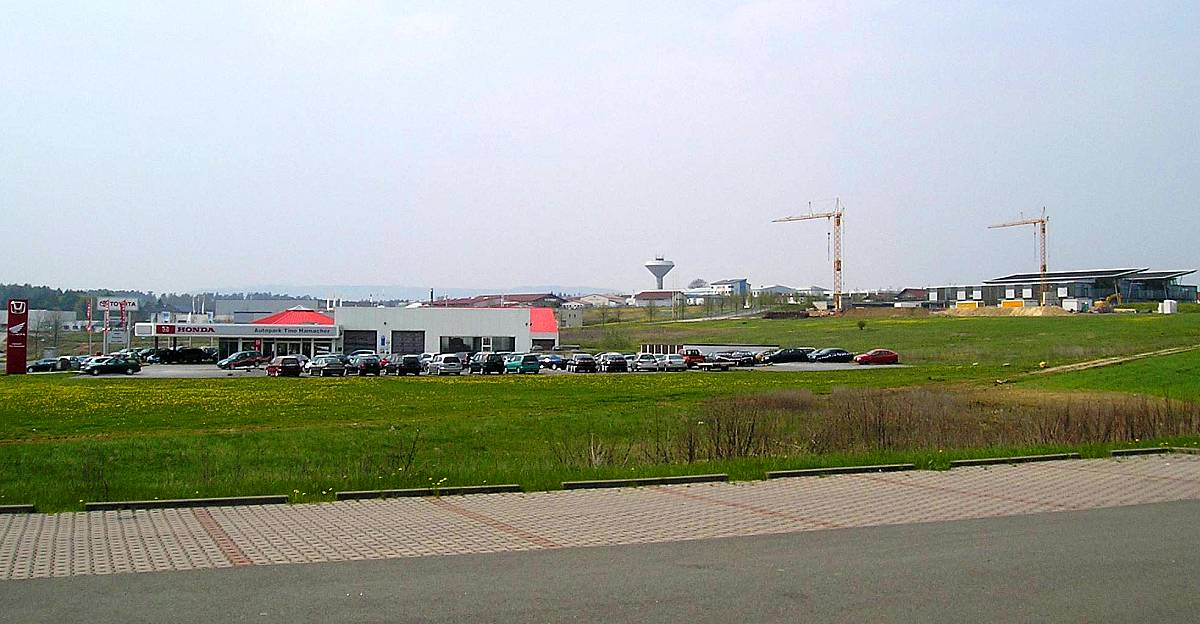
Gewerbegebiet Dreißigacker

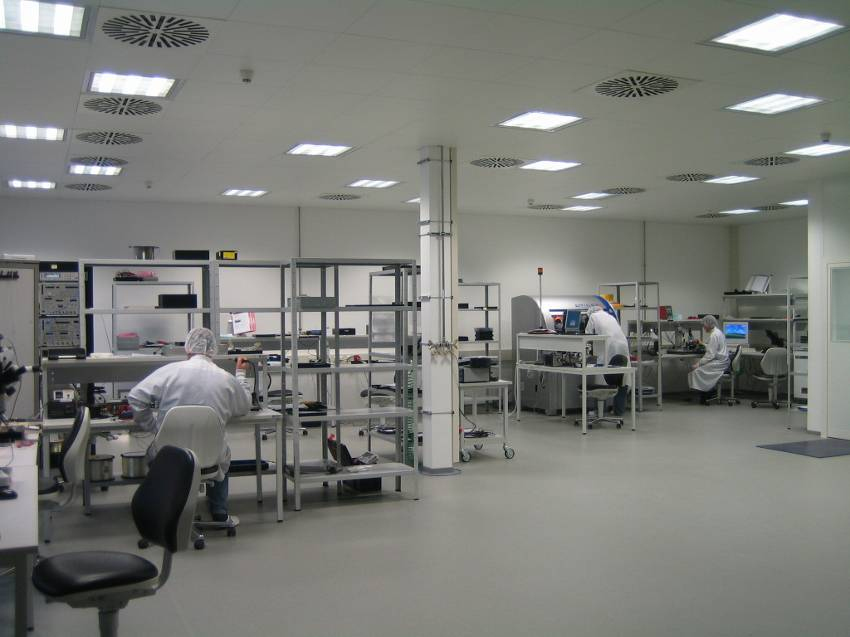
Reinraum des Hightech-Unternehmens Aifotec

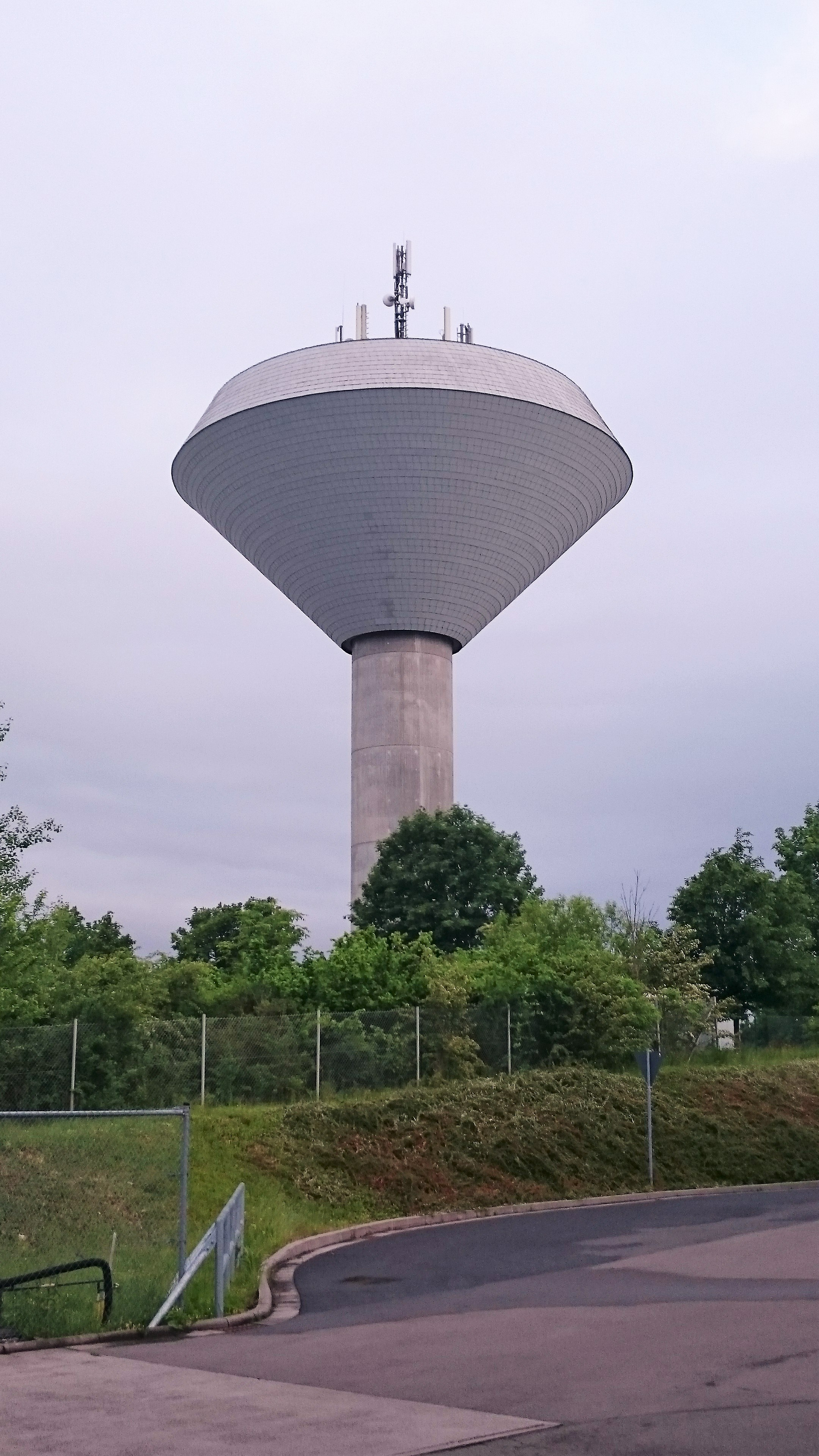
Wasserturm

Das Gewerbegebiet Meiningen-Dreißigacker hat eine Bruttofläche von 101 Hektar und eine Nettofläche von 91 Hektar (2020). Es gehört damit zu den größten Gewerbegebieten im Freistaat Thüringen. Der erste Spatenstich war am 2. April 1991, die Grundsteinlegung folgte am 7. Oktober 1991. Als Wahrzeichen gilt der von den Stadtwerken Meiningen betriebene Wasserturm am höchsten Punkt des Gewerbegebietes. Er ist mit Sendemast 45 Meter hoch und fasst 1000 Kubikmeter Wasser. Der Wasserturm versorgt neben den ansässigen Firmen auch den Ortsteil Dreißigacker. In dem nahezu voll ausgelastetem Gewerbegebiet haben sich bis 2012 rund 75 Unternehmen mit 3050 Beschäftigten angesiedelt. Wegen zusätzlichen Bedarf wurde das Gewerbegebiet 2017/18 um 1,7 ha und 2019/20 um weitere 3 ha erweitert. Nachfolgend sind Firmen mit mehr als 50 Beschäftigten aufgeführt.
- Die weltweit tätige börsennotierte ADVA Optical Networking SE ist ein führender Anbieter für optische Netzwerklösungen im Datentransport. Im Meininger Betrieb ist der rechtliche Unternehmenssitz, die Entwicklung & Forschung und die Produktion mit 350 Mitarbeitern angesiedelt.
- Das mit rund 400 Mitarbeitern zu den größten Unternehmen zählende Backhaus Nahrstedt betreibt rund 80 Bäckereifilialen und Bistros in Süd-, West- und Mittelthüringen sowie in Ober- und Unterfranken.[11]
- Die Werkstätten der Lebenshilfe Meiningen beschäftigen 250 Behinderte und Nichtbehinderte (Stand 2012), die zumeist für benachbarte Unternehmen Montage- und Lohnarbeiten durchführen.
- Die Winkhaus Türtechnik GmbH ist ein Unternehmen der Aug. Winkhaus SE und produziert seit 1995 mit rund 400 Mitarbeitern (Stand 2018) Fensterschließtechnik und Sicherheitstürverriegelungen.
- In der Meininger Niederlassung von MIWE Backofentechnik GmbH stellen 140 Mitarbeiter Industriebacköfen, Backöfen für Bäckereifilialen und Bäckereitechnik her.
- Als eines der ersten Unternehmen hat sich die Meininger Wurstwaren GmbH mit heute 120 Beschäftigten niedergelassen.
- Die 1991 aus einem Werkzeugbau hervorgegangene Lemuth GmbH produziert mit 105 Mitarbeitern Anlagen und Maschinen für den automatisierten Fensterbau.
- Die PTM Präzisionsteile GmbH Meiningen stellt im Kundenauftrag Teile und Baugruppen für die Medizintechnik, Lasertechnik, Messtechnik und Optoelektronik überwiegend mit CNC-Maschinen her. Die 1994 gegründete Firma hat 96 Mitarbeiter (Stand 2012).
- Die 1998 entstandene ABS electronic GmbH mit rund 90 Beschäftigten führt unter anderem automatische Bestückungen von elektronischen Bauteilen durch.
- Die seit 2012 zu MAPAL Group gehörende Weisskopf Werkzeuge GmbH stellt mit fast 100 Mitarbeitern spezielle Vollhartmetall-Werkzeuge wie Bohrer und Fräser her. Das weltweit tätige Unternehmen wurde 1996 von Frank Weisskopf gegründet.

Die Stadt Meiningen hat sich seit Ende des 20. Jahrhunderts mit zahlreichen im gesamten Stadtgebiet verteilten Firmen zu einem Zentrum der Hightech-Industrie entwickelt. Dabei hat sich im Gewerbegebiet Dreißigacker ein Cluster mit den bereits aufgeführten Firmen ADVA AG und ABS electronic GmbH und eine Reihe weiterer Unternehmen gebildet. Dazu gehören die Firmen im Gewerbezentrum Zukunftstechnologie in Meiningen e. V. (unter anderem „Aifotec AG“, „MIC GmbH“, „AVK-Automaten“) und die Unternehmen „Nanoplus GmbH“ und „Aurolia Technologies GmbH“.

## Persönlichkeiten
- Gustav Strupp (1851–1918), Bankier und Politiker, Mitbegründer der Bank für Thüringen in Meiningen, Finanzberater von Herzog Georg II. und Vizepräsident im Meininger Landtag
- Eduard Weitsch (1883–1955), Pädagoge und Politiker, Begründer und Leiter der Heimvolkshochschule Dreißigacker 1920 bis 1933
- Friedmar Kühnert (1924–2002), klassischer Philologe